# Martina Zubčić
Martina Zubčić (Zagabria, 3 giugno 1989) è una taekwondoka croata.

## Palmarès

### Giochi olimpici
- Bronzo a Pechino 2008

### Europei di taekwondo
- Oro a Campionati europei di taekwondo 2005
- Bronzo a Campionati europei di taekwondo 2006
- Argento a Campionati europei di taekwondo 2008
- Bronzo a Campionati europei di taekwondo 2016